# Pétasite palmé
Petasites frigidus var. palmatus, Petasites palmatus
Variété
Synonymes
- Petasite palmatus Kuprian.[1]

Classification phylogénétique
Le Pétasite palmé (Petasites frigidus var. palmatus) est une variété de plante à fleurs de la famille des Asteraceae.